# 阿济拜
阿济拜（？—1652年），清朝初年蒙古族将领，巴林部人，卓特氏。
他最初在努尔哈赤麾下担任牛录额真（佐领）。天命三年（1618年）跟随贝勒阿巴泰攻打明朝总兵张承荫。次年，萨尔浒之战，在界凡城击败明朝总兵杜松。天命七年（1622年），在沙岭击败明兵。天聪三年（1629年），担任甲喇额真（参领），跟随皇太极攻打明朝，攻掠通州，直逼北京。天聪九年（1635），因攻打明朝有功，授牛录章京世职。顺治元年（1644年），随军入山海关攻打李自成，升任正蓝旗蒙古梅勒额真（正藍旗蒙古都統）。顺治三年（1646年），跟随肃亲王豪格攻打张献忠，在秦州击败张献忠部将高汝砺，在西充击败张献忠，进升为一等阿达哈哈番（轻车都尉）兼拖沙喇哈番（云骑尉）。顺治九年（1652）八月，因年老离职。不久去世，谥号忠勤。